# Gernelle

Gernelle este o comună în departamentul Ardennes din nordul Franței. În 1 ianuarie 2022 avea o populație de 315 de locuitori.